# Роздол (Березівський район)
Роздо́л — село Березівської міської громади у Березівському районі Одеської області в Україні. Населення становить 804 особи.

## Населення
Згідно з переписом 1989 року населення села становило 879 осіб, з яких 412 чоловіків та 467 жінок.
За переписом населення 2001 року в селі мешкали 804 особи.

### Мова
Розподіл населення за рідною мовою за даними перепису 2001 року:
| Мова       | Чисельність | Відсоток |
| ---------- | ----------- | -------- |
| українська | 765         | 95,15%   |
| російська  | 23          | 2,86%    |
| румунська  | 7           | 0,87%    |
| білоруська | 5           | 0,62%    |
| німецька   | 2           | 0,25%    |
| інші       | 2           | 0,25%    |
| Усього     | 804         | 100%     |